# Lemurophoenix halleuxii
Lemurophoenix halleuxii är en enhjärtbladig växtart som beskrevs av John Dransfield. Lemurophoenix halleuxii ingår i släktet Lemurophoenix och familjen Arecaceae. Inga underarter finns listade i Catalogue of Life.